# Parc national d'Azov-Syvach
Le parc naturel national d'Azov-Syvach est une aire protégée en Ukraine dans l'oblast de Kherson. Il est situé sur l’île de Byrioutchiy dans le nord-ouest de la mer d’Azov.

## Histoire
Le parc a été créé le 25 février 1993 et a une superficie de 52 582,7 hectares,.
Son importance est reconnue pour l'importance comme station de passage des oiseaux migrateurs, avec plus d’un million d’oiseaux qui visitent chaque année. Le parc fait partie de la région de la steppe pontique. La partie centrale du parc est une zone humide Ramsar d’importance internationale. Le site fait également partie d’une zone importante pour la conservation des oiseaux et de la biodiversité répertoriée par Birdlife International.

## Description
Il y a deux zones distinctes dans le parc :
- Site d’Azov : Île de Byrioutchiy dans la mer d’Azov (environ 7 700 hectares). L’île est en fait reliée à la terre par l’étroite flèche de Fedotov. Le terrain est principalement constitué de plages de sable et de coquillages. C'est un lieu de repos important pour les oiseaux migrateurs.
- Site de Syvach : Les eaux et les îles de l’estuaire marin qui s’étendent à l’intérieur des terres le long de la baie de Syvach (37 785 hectares). Le secteur de Syvach présente un environnement steppique sec, avec des sols pauvres et une végétation saumâtre. Les îles de la baie sont restées relativement isolées et présentent des habitats de steppe. Des roselières bordent des parties du secteur.

## Faune
Cette baie est une terre particulièrement précieuse pour les oiseaux des zones humides en hiver. Plus d’un million d’oiseaux (hirondelles, canards, sternes des marais, échassiers, cygnes tuberculés, tadornes, hérons, etc.) sont enregistrés au cours de l’année ; 30 espèces d’oiseaux du « Livre rouge des espèces menacées » de l’Ukraine sont recensées, telles que le pluvier à collier interrompu, l’échasse blanche, l’huîtrier pie, l'érismature à tête blanche, le goéland ichthyaète et le pygargue à queue blanche. A proximité, dans les steppes de Prysyvashshya, la grande outarde, l'outarde canepetière, la grue demoiselle et la grue cendrée, le busard Saint-Martin, le busard cendré, l’aigle royal, l’aigle criard, le faucon sacre, le faucon pèlerin, le faucon crécerellette. Plus de 1 % des individus des populations de bernaches à cou roux et d’oies cendrées qui hivernent ici peuvent vivre sur les terres. Au total, 197 espèces d’oiseaux ont été enregistrées dans le parc.
Les herbes des steppes ont contribué à la formation de grandes populations d’animaux acclimatés. Les travaux d’acclimatation ont commencé en 1928. Le nombre maximal de cerfs élaphes (830 têtes) a été observé ici en 1992, daims (1425 têtes) en 1991, mouflons (987 têtes) en 1992, onagres (37 têtes) en 1994. Parmi les oiseaux de chasse, le faisan commun est acclimaté ici, dont le nombre atteint périodiquement plusieurs centaines. La gerboise et le putois des steppes sont des espèces menacées. L'île Byriuchyi a créé des conditions favorables à l’existence d’espèces telles que le lièvre gris, le renard et le chien viverrin acclimaté. Le nombre de ces animaux, compte tenu de la situation épidémiologique tendue dans la région, doit être constamment réglementé.
Les reptiles comprennent le lézard des souches et la couleuvre tesselée, les poissons l'esturgeon du Danube et l'esturgeon étoilé.

## Galerie

Lac Lemurian,
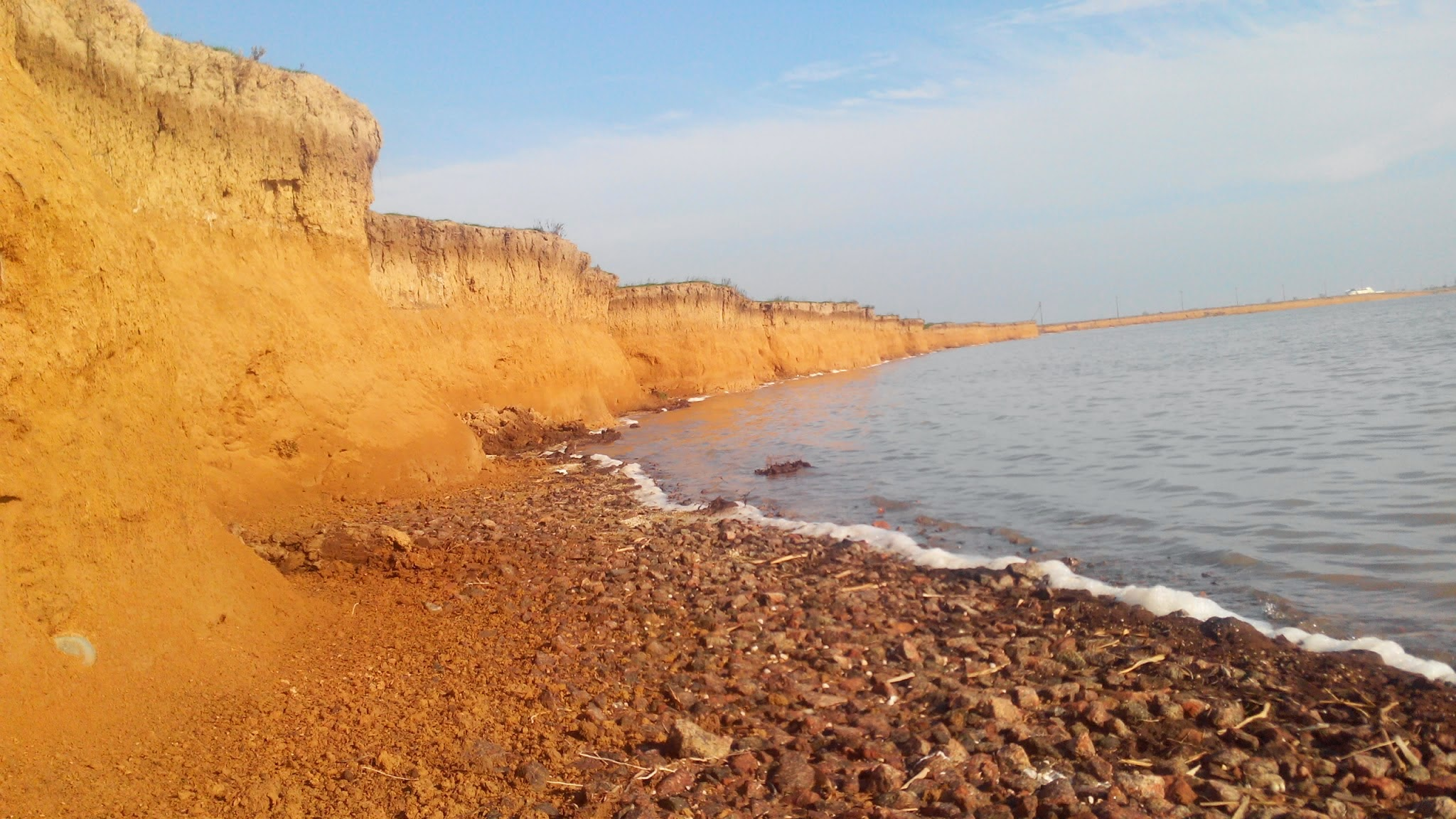
partie Syvaskiy,
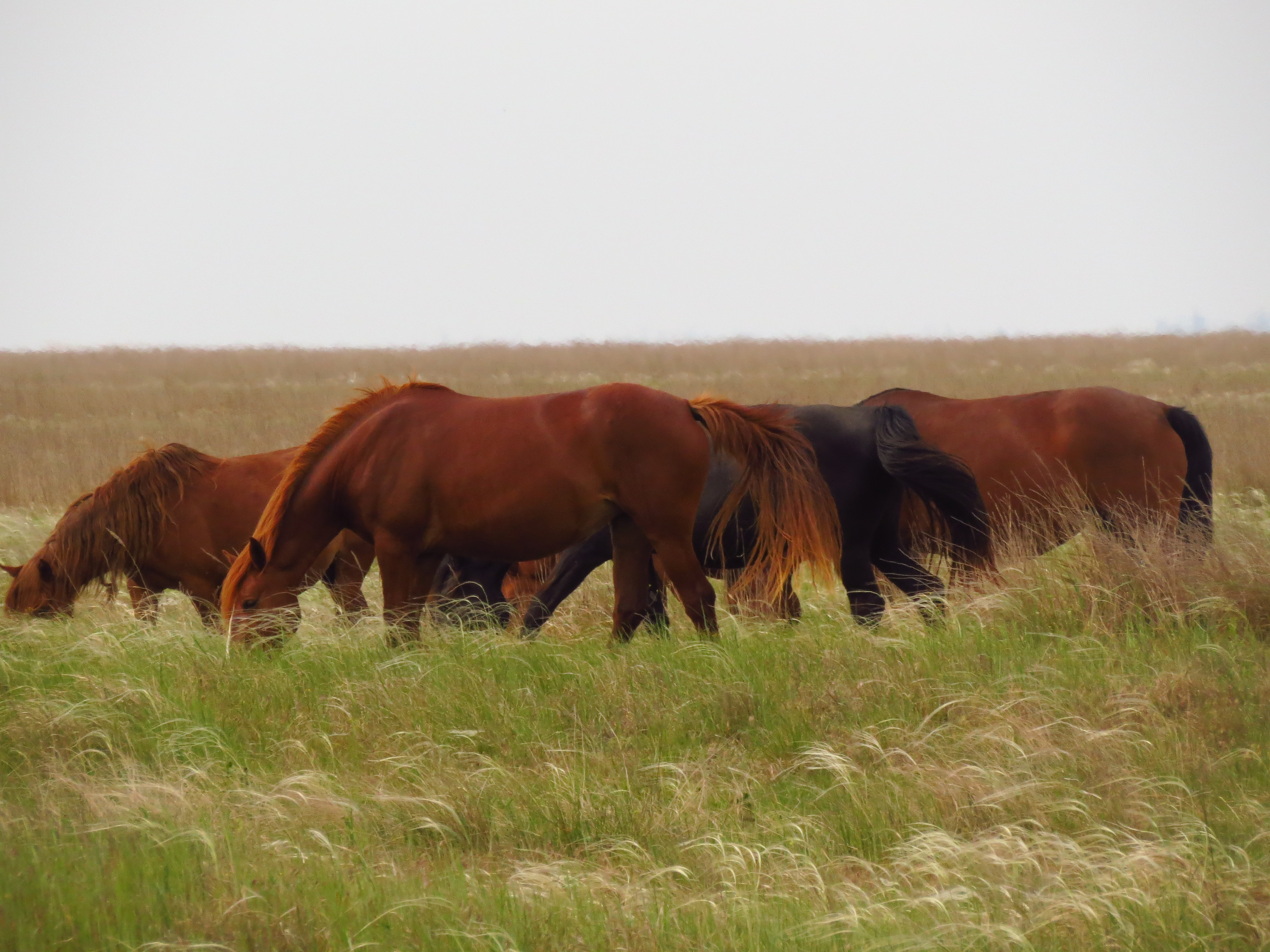
sur l'île Biriuchi.
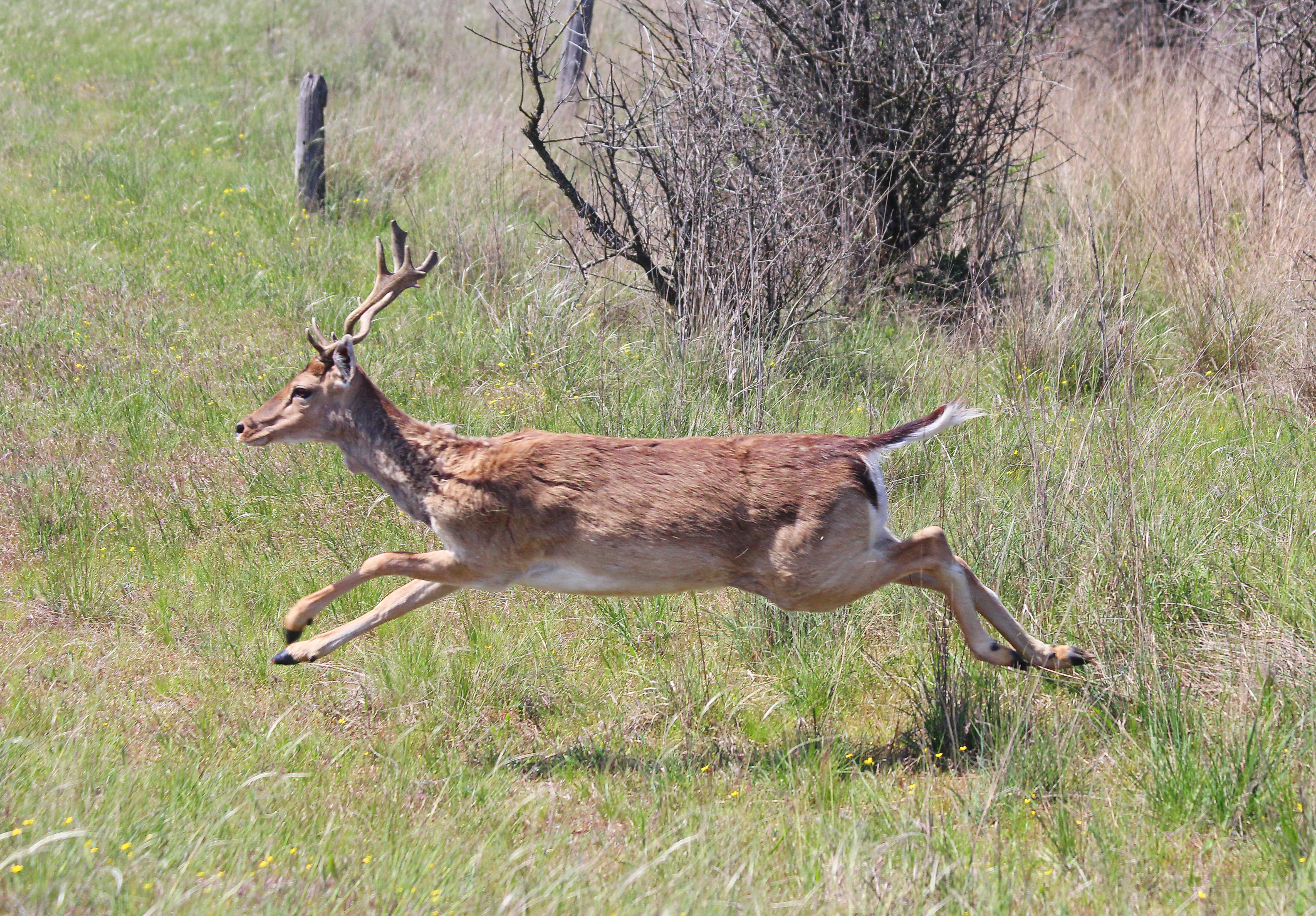
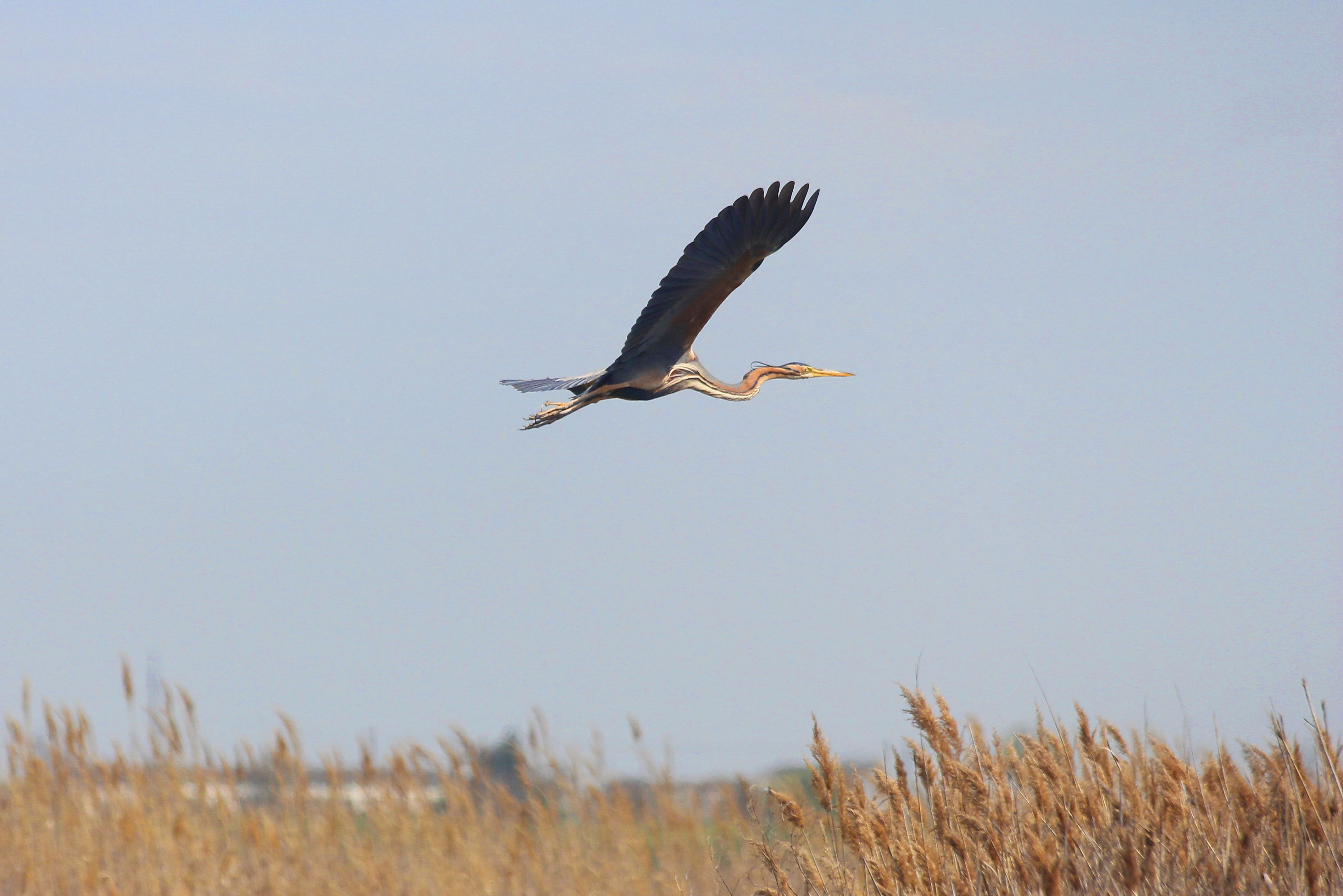
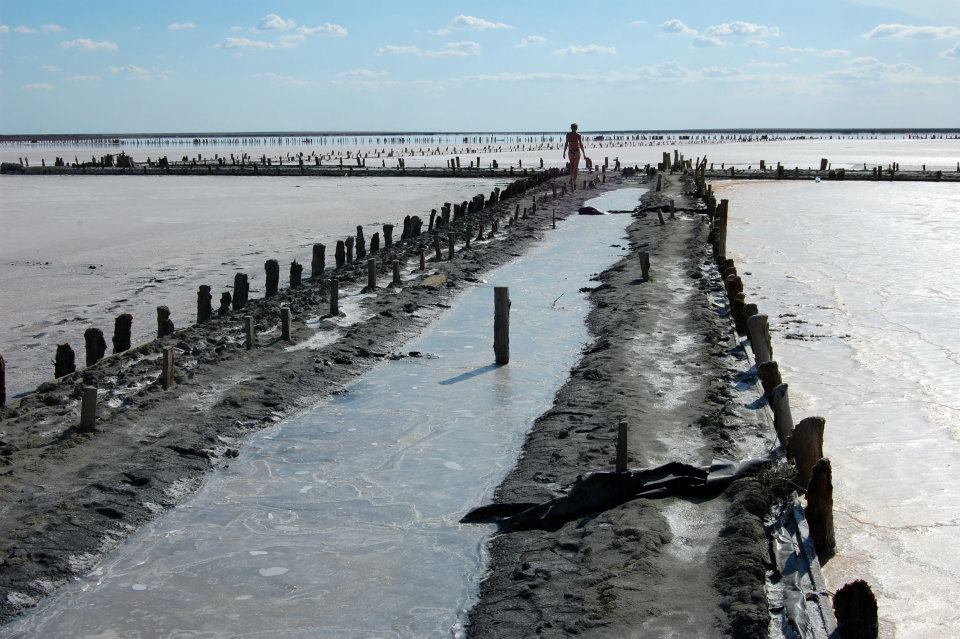